# Soenzja
De Soenzja (Russisch: Сунжа; Tsjetsjeens: Соьлжа, Sölƶa) is een rivier die stroomt door de Grote Kaukasus en door de Russische autonome republieken Noord-Ossetië, Ingoesjetië en Tsjetsjenië. De rivier ligt binnen het stroomgebied van de Terek, waarin hij ook uitmondt. Het water van de Soenzjarivier wordt voornamelijk gebruikt door boeren voor irrigatie van hun akkers.
Door zijn debiet van 3800 brengt deze rivier per jaar 12,2 miljoen ton alluvium met zich mee. Langs de rivier liggen grote steden, als Nazran, Karaboelak, Grozny en Goedermes. Tijdens de Eerste en Tweede Tsjetsjeense Oorlog was de rivier vervuild met olie, door de vernietiging van enkele oliereservoirs langs de rivier.
Belangrijke zijrivieren van de Soenzja zijn de Assa en de Argoen.

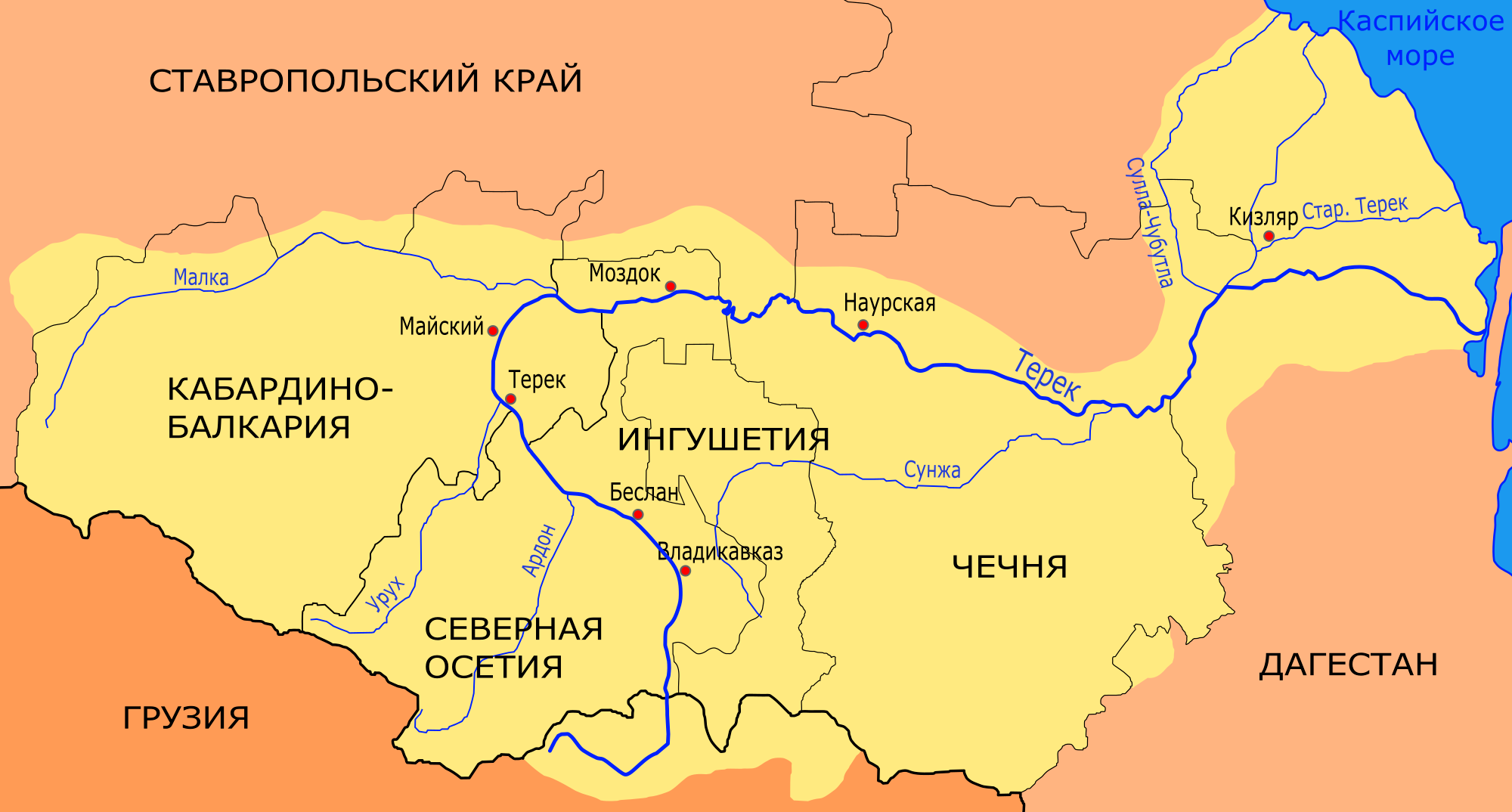
Stroomgebied van de Terek met de Soenzja ten zuiden ervan